# Gmina Lopare
Gmina Lopare (serb. Општина Лопаре / Opština Lopare) – gmina w Bośni i Hercegowinie, w Republice Serbskiej. W 2013 roku liczyła 14 689 mieszkańców.